# La stanza del mistero
La stanza del mistero (The Sealed Room) anche noto come La stanza nascosta è un cortometraggio muto del 1909 diretto da David W. Griffith. Prodotto e distribuito dalla Biograph Company, il soggetto del film è ispirato alla La Grande Breteche di Honoré de Balzac e al racconto Il barile di Amontillado di Edgar Allan Poe.

## Trama
Il re fa costruire un nido d'amore per lui e la sua concubina. Ma lei, infedele, lo tradisce con il trovatore di corte proprio nella stanza nascosta che doveva essere il regno dell'amore regale. Il sovrano, scoperto il tradimento, fa chiudere l'unica porta di entrata della stanza mentre i due amanti sono ancora dentro, murati vivi dalla collera del re.

## Produzione
Il film fu prodotto dalla Biograph Company.

## Distribuzione
Distribuito dalla Biograph Company, il film - un cortometraggio di undici minuti - uscì nelle sale cinematografiche statunitensi il 2 settembre 1909. Copie del film sono conservate negli archivi del Museum of Modern Art e della Biblioteca del Congresso.
Il 10 dicembre 2002 la Kino International lo ha distribuito in DVD, inserito in un'antologia dal titolo Griffith Masterworks: Biograph Shorts (1908-1914) contenente alcuni film di Griffith per un totale di 362 minuti.